# مطيع الحق مجاهد
مطيع الحق مجاهد (مواليد 1961 -) هو قيادي في حركة طالبان الأفغانية والرئيس الحالي لجمعية الهلال الأحمر الأفغاني، كما عمِل عضوًا في فريق التفاوض في مكتب قطر.

## سيرته
ولد عام 1961 في قرية ناكارخل بمنطقة خوجياني بولاية ننكرهار بأفغانستان. وهو نجل قائد الجهاد الأفغاني الراحل محمد يونس خالص. درس العلوم الشرعية مبكرًا من والده، وهاجر إلى باكستان عام 1978 ودرس في مدارس دينية مختلفة في خيبر بختونخوا. في عام 1988 حصل على درجة البكالوريوس في الشريعة الإسلامية من الجامعة الإسلامية بالمدينة المنورة ودرجة الماجستير في الدراسات الإسلامية من جامعة البنجاب في لاهور بباكستان. من 1990 إلى 1991 درس الحديث في جامعة إمداد العلوم الإسلامية بشاور. وهو أيضًا حافظ للقرآن. 
قاد هو وأخوه أنور الحق مجاهد مجموعة تسمى جبهة تورا بورا العسكرية.